# Masu-Lachs
Der Masu-Lachs (Oncorhynchus masou) ist ein Lachsfisch aus der Gattung der Pazifischen Lachse (Oncorhynchus). Er ist im nordwestlichen Pazifik heimisch und kommt in zwei Unterarten vor. Das Fleisch des Masu-Lachses wird sehr geschätzt und auf vielerlei Weise zubereitet. 

## Beschreibung und Lebensweise

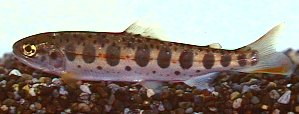
Jungfisch

Masu-Lachse werden rund 60 bis 80 Zentimeter lang und ca. 10 Kilogramm schwer. Er unterscheidet sich von dem bekannteren Taiwanischen Masu-Lachs in Färbung und Größe; zudem wandert der Taiwanische Masu-Lachs nicht ins Meer zurück. Masu-Lachse leben im nordwestlichen Pazifik im Ochotskischen Meer, im Japanischen Meer und an der östlichen koreanischen Halbinsel. Dort bevorzugt er eine Meerestiefe von ca. 0 bis 200 Metern und eine Temperatur von ca. 6 °C.

## Fortpflanzung
Die Fische steigen als Wanderlaicher zum Laichen vom Meer in die Quellgebiete von Flüssen auf. Dort zeigen sie territoriales Verhalten und laichen zwischen August und Oktober über Kiesböden. Die Eier werden in eine Laichgrube abgelegt. Nach dem Laichen sterben die Tiere zumeist. Die Jungtiere formen kleine Schulen und schwimmen stromabwärts Richtung Flussmündung. Nach kurzem Aufenthalt im Brackwasser leben sie schließlich im Meer und ernähren sich dort von kleinen Krebsen und Fischen.

## Belege
1. 1 2  Oncorhynchus masou im Integrated Taxonomic Information System (ITIS). Abgerufen am 8. März 2017.
2. 1 2 3 4  Mazu-Lachs auf Fishbase.org (englisch)
3. 1 2 3 4 5  Antal Vida: 365 Fische. Tandem Verlag 2006, ISBN 3-8331-2070-3, S. 130.